# كيلي واشنطن
كيلي واشنطن (بالإنجليزية: Kelley Washington)‏ هو لاعب كرة قدم أمريكية أمريكي، ولد في 21 أغسطس 1979 في ستيفنز في الولايات المتحدة.

## وصلات خارجية
- كيلي واشنطن على موقعبيزبول رفرنس.كوم (الدوري الثانوي) (الإنجليزية)
- كيلي واشنطن على موقع مرجع كرة القدم المحترفة.كوم (الإنجليزية)